# Oirschot

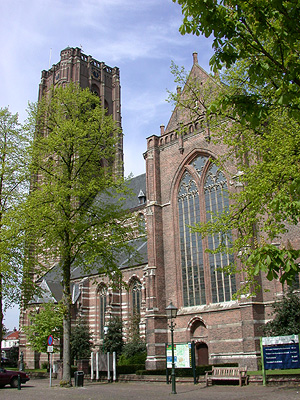
Chiesa di San Pietro

Oirschot  è un comune dei Paesi Bassi di 17 749 abitanti situato nella provincia del Brabante Settentrionale.